# آلبان برگ

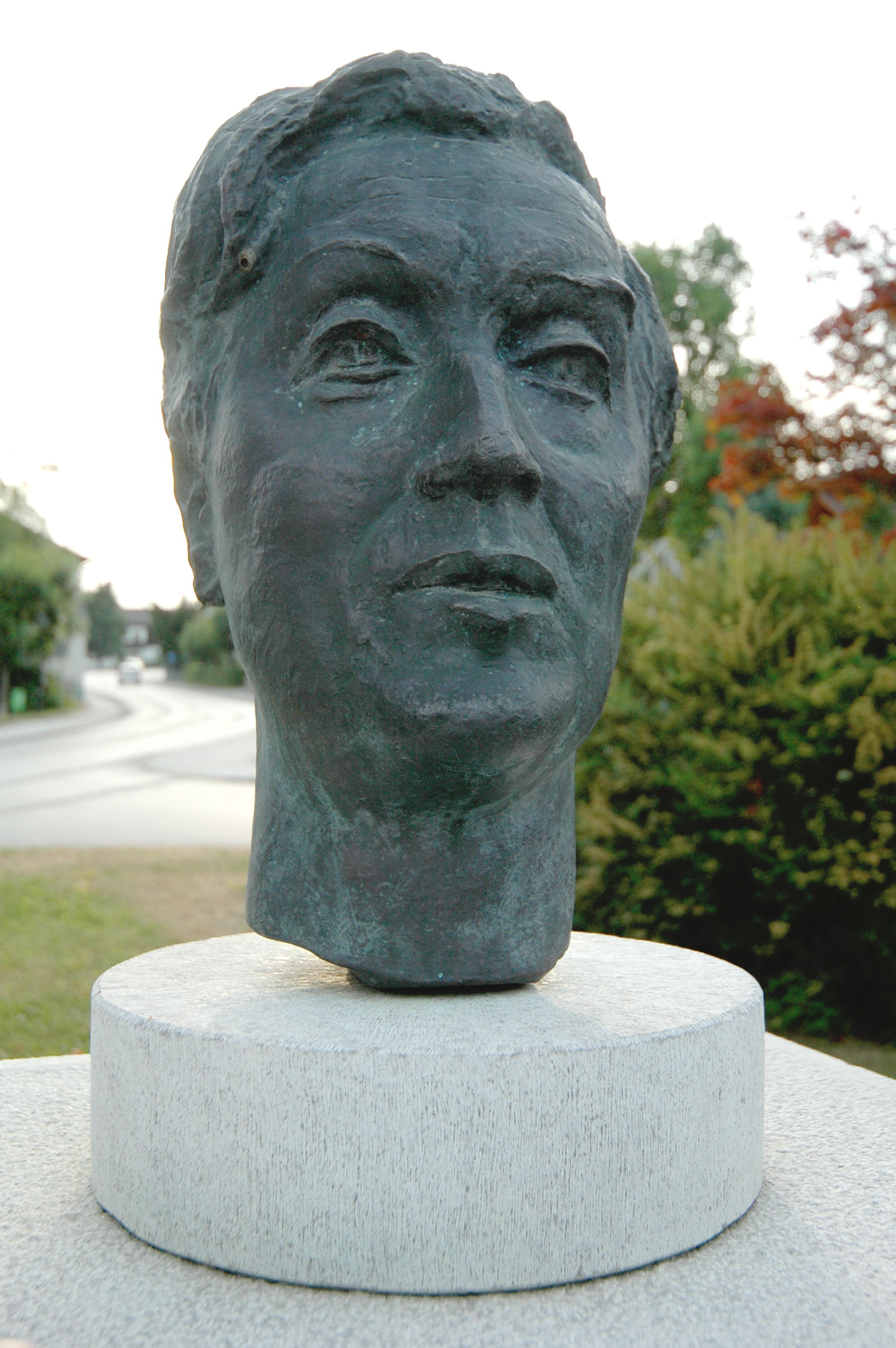
سردیس آلبان برگ

آلبان ماریا یوهانس برگ (به آلمانی: Alban Maria Johannes Berg) آهنگساز اتریشی در ۹ فوریه ۱۸۸۵ در وین به دنیا آمد و در ۲۴ دسامبر ۱۹۳۵ در وین در گذشت. او به همراه آنتون وبرن از شاگردان آرنولد شونبرگ و از آهنگسازان متعلق به مکتب دوم موسیقی وین بود.

## برخی از آثار
- سونات برای ویولن و پیانو
- کنسرتو برای ویولن و ارکستر «در یادبود یک فرشته»
- کنسرتو مجلسی برای ویولن، پیانو، و سیزده ساز بادی
- قطعه‌هایی در فرم «لید»
- سه قطعه برای ارکستر
- کوارتت زهی، اپوس ۳

## شنیدن آثار
- youtube